# Selce nad Blanco
Selce nad Blanco je naselje v Občini Sevnica.